# Torbágyi Melinda
Torbágyi Melinda Judit (Budapest, 1955. október 17. – 2023. november 30.) magyar régész, numizmatikus.

## Életpályája
1974-ben a budapesti József Attila Gimnáziumban érettségizett. 1977 és 1980 között az Eötvös Loránd Tudományegyetem Bölcsészettudományi Kar régészet szakán tanult, aminek a klasszika archaeológia-provinciális szakirányát végezte el. Diplomamunkájának címe: Az eraviszkusz pénzverés. 1997-ben PhD fokozatot szerzett ógörög pénzverésből.
1981 óta volt a Magyar Numizmatikai Társulat tagja, majd 1994-ben főtitkára lett. A 2005. december 5-én alapított Magyar Régész Szövetség alapító tagja.
1975 és 1980 között Zalalövőn, majd 1976 és 1977 között a boldvai középkori templomnál, majd 1981 és 1982 között a csákvári római temetőnél levő ásatásokon vett részt.
1981 és 1982 között a székesfehérvári Szent István Király Múzeum ásatási munkása. 1982 és 1984 között a Magyar Nemzeti Múzeumnál akadémiai ösztöndíjas.
1984-től a Magyar Nemzeti Múzeum munkatársa. 1990-től az Éremtár görög gyűjteményének és segédgyűjteményeinek kezelője. 1992-től az antik gyűjtemény kezelője és főosztályvezető-helyettes, 1993-től 2020 májusáig főosztályvezető.
68 éves korában, 2023. november 30-án reggel hunyt el.

## Főbb művei
- Pallos Lajos–Torbágyi Melinda–Tóth Csaba: A magyar pénz története. A kezdetektől napjainkig; Magyar Nemzeti Múzeum, Budapest, 2012

## Díjai, elismerései
- Réthy László jutalomérem (1995)[3]
- Kuzsinszky Bálint-emlékérem (2004)[1]